# ریچارد کوک
ریچارد کوک (به انگلیسی: Richard Coke) سناتور سابق عضو حزب دموکرات ایالات متحده آمریکا بود. وی در سال ۱۸۷۷ تا ۱۸۹۵ میلادی سناتور ایالت تگزاس در سنای ایالات متحده آمریکا بود.